# Theodor Erasmus Engelmann
Theodor Erasmus Engelmann (* 23. Oktober 1805 in Münstermaifeld; † 10. Juli 1862 in Minden) war ein deutscher Politiker.

## Leben
Als Sohn eines Domäneninspektors geboren, studierte Engelmann nach dem Besuch des Gymnasiums in Koblenz Rechtswissenschaften in Heidelberg, Berlin und Bonn. Während seines Studiums wurde er 1825 Mitglied der Burschenschaft Germania Bonn. Nach seinen Examina wurde er Auskultator beim Hofgericht Arnsberg und 1829 Gerichtsreferendar bei der Regierung Arnsberg. Nachdem er 1832 Regierungsassessor bei der Regierung Trier geworden war, wurde er 1835 als Regierungsrat erster preußischer Landrat des aus dem bisherigen Fürstentum Lichtenberg neugebildeten Kreises St. Wendel. Hier verstand es der liberale Politiker, bei der Bevölkerung – auch durch Förderung kultureller Aktivitäten – eine gewisse Akzeptanz für die unbeliebte preußische Verwaltung zu erreichen, wurde aber 1848 im Zusammenhang mit den Vorgängen von 1848/1849 von diesem Posten abberufen. Er kandidierte für die Frankfurter Nationalversammlung und war stellvertretendes Mitglied der Preußischen Nationalversammlung in Berlin. Nach zwei Jahren als Regierungsrat in Düsseldorf wurde er wegen seiner demokratischen Einstellung 1850 „mit Gehaltsverlust“ von 200 Talern nach Stralsund strafversetzt. 1852 wurde er Regierungsrat bei der Regierung Minden.
Engelmann verstarb dort zehn Jahre später „plötzlich am Herzschlage“ und wurde in Kreuznach beigesetzt. Dem Herforder Kreisblatt zufolge war er „hochgeachtet als Mann und Beamter und das liberalste Mitglied des Mindener Regierungs-Collegiums.“

## Familie
Engelmann war in erster Ehe mit Amalia geb. Gutenberger (1811–1843) verheiratet und hatte mit ihr zwei Kinder, Amalia Louise Karoline und Simon Heinrich Theodor; letzterer immatrikulierte sich, von der Universität Bonn kommend, zum Sommersemester 1862 im Fach Jura an der Universität Heidelberg. Eine zweite Ehe schloss Engelmann am 3. September 1844 in Kreuznach mit der Schwester seiner ersten Frau, Jakobine Gutenberger (1809–1895).
Er war der Vetter von Theodor Engelmann, Julius Bernhard Engelmann war sein Oheim.

## Ehrungen
- 1847: Roter Adlerorden 4. Klasse.[10]